# Cyphomyrmex vallensis
Cyphomyrmex vallensis är en myrart som beskrevs av Kusnezov 1949. Cyphomyrmex vallensis ingår i släktet Cyphomyrmex och familjen myror. Inga underarter finns listade i Catalogue of Life.